# Лъчезар Трайков
Лъчезар Динчов Трайков е български лекар, невролог, професор, академик. Ректор на Медицинския университет в София с мандат 2020 – 2024 г.

## Биография
Роден е на 4 януари 1959 г. в София, България. Семеен, с две деца.
Завършва медицина в София през 1983 г. През 1991 г. придобива специалност по неврология. Специализира във Франция. През 2001 г. получава професионална квалификация по „Клинична невропсихология“, а през 2013 г. завършва втора магистратура по специалността „Обществено здраве и здравен мениджмънт“ във Факултета по обществено здраве на МУ-София
През 2002 г. след конкурс е избран за доцент, а през 2007 – за професор.
През 2014 г. е избран за член-кореспондент на БАН, а през 2018 г. – за академик.
През 2020 г. е избран за ректор на Медицинския университет – София.

## Кариера
Започва професионалния си път като ординатор в Районната болница в гр. Средногорие. През периода 1991 – 2001 г. заема длъжностите старши и главен асистент в ДУБНП – IV км, София. От 2001 г. е в Клиниката по неврология към УМБАЛ „Александровска“. През 2008 г. оглавява Катедрата по неврология към Медицинския факултет на МУ-София. 
През периода 2009 – 2013 г. е изпълнителен директор на УМБАЛ „Александровска“.

## Дисертации
За образователна и научна степен „доктор“ (тогава кандидат на науките) – 1991 г.
За доктор на науките – 2005 г.

## Награди
Носител е на следните награди:
- International University Center Scholarship Award, III International Brain Workshop Neurodevelopment, aging and cognition, Dubrovnik, Yugoslavia (1990)
- Награда за най-добра научна разработка на Фондация „Предпазване от мозъчни инсулти“, София, България (1992)
- American Academy of Neurology Foreign Scholarship Award, 46 Annual Meeting, Washington, USA (1994)
- Фондация „France Alzheimer“ I награда за утвърдени изследователи (за научна работа и проект за бъдеща научна дейност), Париж, Франция (1997)
- Фондация „France Alzheimer“ I награда за утвърдени изследователи (за научна работа и проект за бъдеща научна дейност), Париж, Франция (1998)
- Награда за високи постижения в научно-изследователската и преподавателска дейност „Проф. К. Чилов“. Медицински Факултет, София (2003)
- „Панацея златна“ Награда за особени приноси при реализацията на преподаването, научноизследователската и експертна дейност в професионално направление МЕДИЦИНА, МУ, София (2006)
- „Signum Laudis pro Scientiae Meritis“ Награда за най-добър научен прект в професионално направление МЕДИЦИНА, Медицински Университет, София (2009)
- Почетен плакет на МЗ, на Катедрата по Неврология за цялостна дейност, София, България (2012)
- Награда за учени над 35 г. в Конкурс за Високи Научни Постижения на Съюза на Учените в България за 2013 г. (2013)
- Почетна грамота и плакет „40 години МУ-Плевен“, Медицински Университет Плевен, България (2014)
- Грамота от „24 часа“: „Лекарите, на които вярваме“ (2015 – 2019)
- Награда за принос към развитието на медицинската наука „The Southeast European Medical Forum Awards“ (2017)
- Награда за принос към дейността на Балканския медицински Съюз (2017)
- Медик на годината (2018)
- Награда „Питагор“ за успешен ръководител на международни проекти (2019 г.)